# Iker Muniain
Iker Muniain Goñi, (ˈiker muniˈain ˈgoɲi), né le 19 décembre 1992 à Pampelune, Navarre (Espagne), est un footballeur international espagnol qui évolue au poste de milieu offensif avant de devenir entraîneur.

## Biographie

### Carrière en club
Pur produit du centre de formation de l'Athletic Bilbao, Iker Muniain fait ses débuts avec l'équipe professionnelle lors d'un match de qualification de Ligue Europa contre le BSC Young Boys. Il entre sur le terrain à la 59e minute, en remplaçant Gaizka Toquero. Il devient ainsi le plus jeune joueur à avoir revêtu le maillot de Bilbao lors d'un match officiel, à 16 ans, 7 mois et 11 jours.
Une semaine plus tard, Muniain marque lors du match retour contre l'équipe suisse. L'Athletic remporte finalement le match 2-1, et est qualifiée pour la phase de barrages. Il rentre à nouveau dans l'histoire du club basque, puisqu'il devient, à cette occasion, le plus jeune joueur à marquer en compétition officielle (16 ans, 7 mois et 18 jours).
Le 30 août, il refait tomber un nouveau record : Muniain démarre le match de championnat contre le RCD Espanyol, devenant le plus jeune joueur à jouer en Liga ; deux semaines plus tard, il marque à nouveau en Ligue Europa contre le FK Austria Vienne.
Muniain devient le plus jeune buteur de l'histoire de la Liga, lors d'un match contre le Real Valladolid, alors qu'il n'est âgé que de 16 ans et 289 jours (record aujourd'hui détenu par Fabrice Olinga).
Comprenant l'importance que pourrait revêtir à terme ce joueur, les dirigeants de l'Athletic Bilbao lui font signer son premier contrat pro jusqu'en 2015, avec une clause libératoire comprise entre 36 et 45 M€. Le 5 décembre 2009, Muniain marque à nouveau contre le Valence CF de David Villa, après une rentrée à la 51e. C'est durant cette rencontre que le jeune joueur fait son retour, après sa blessure contractée lors du Mondial des moins de 17 ans. Le match se finira par une défaite du club basque 1-2.
Le 12 décembre 2009, Muniain réalise un grand match face au Real Saragosse grâce à deux passes décisives pour ses coéquipiers San José et Susaeta, permettant une quatrième victoire consécutive à l'extérieur. Il permet également à son équipe de se rapprocher des places qualificatives pour les coupes européennes.
Le 6 février 2010, Muniain inscrit son troisième but en Liga contre Xerez, au bout de deux minutes de jeu. Lors de la saison 2011-2012 il réalise de très bons matchs en Ligue Europa en particulier contre Manchester United qui lui permettront d'être courtisé par ce même club.
En novembre 2018, l'Athletic Club et Muniain officialisent une prolongation du contrat du joueur de cinq ans.
En avril 2024, Muniain remporte la Coupe d'Espagne au terme de la séance des tirs au but, lui transformant le sien. Alors que Muniain est le deuxième joueur ayant disputé le plus de rencontres dans l'histoire de l'Athletic Club après José Ángel Iribar, le joueur annonce quitter le club en fin de saison.
En septembre 2024, Muniain s'engage avec le club argentin du CA San Lorenzo, club évoluant en Primera División, jusqu'en décembre 2025. Ce contrat lui laisse la possibilité de partir du club à la fin de chaque semestre. Il prend part à 14 rencontres de championnat et ne participe qu'à trois victoires de son équipe. En cours de saison, l'entraîneur Leandro Romagnoli est remplacé par Miguel Ángel Russo qui prend la décision de nommer Muniain capitaine. Muniain demeure capitaine en 2025 et change de numéro, troquant le 80 contre le 10. Une blessure au muscle droit fémoral de la cuisse droite le contraint cependant à retarder sa reprise de la compétition. Il commence sa saison de Primera División le 8 mars à l'occasion de la réception d'Independiente et inscrit son premier but le 28 mars face au CA Lanús. En mai, il révèle que lui et ses coéquipiers ne sont pas rémunérés par leur club depuis plusieurs mois. Il quitte le club à la fin du premier semestre 2025, indiquant penser à arrêter sa carrière.

### En sélection
Muniain est sélectionné pour participer au Mondial des moins de 17 ans, alors que son président de club s'oppose à cette sélection, craignant un déficit du jeu de son équipe en l'absence du jeune prodige. Alors que l'Espagne, se retrouvant dans le groupe E, sort de la phase de poules première avec 3 victoires, elle bat le Burkina Faso 4-1 en huitièmes, puis l'Uruguay en quarts, avant de s'incliner contre le Nigeria. C'est durant ce match qu'Iker se blesse, et est indisponible, avant de retrouver les terrains lors du match contre le Valence CF en championnat.
En 2010, il participe au Championnat d'Europe des moins de 19 ans qui se dispute en France.
Le 24 février 2012, il est appelé pour la première fois dans l’équipe espagnole par Vicente del Bosque alors qu'il a seulement 19 ans, et il participe à sa première rencontre avec la Roja cinq jours plus tard. Muniain compte deux sélections en équipe nationale.

### Entraîneur
En juin 2025, quelques jours après avoir quitté le club argentin du CA San Lorenzo, Muniain revient au Pays basque espagnol et devient l'entraîneur du CD Derio, club de Tercera Federación.

## Statistiques détaillées
| Saison                | Club                  | Championnat           | Championnat | Championnat | Championnat | Coupe(s) nationale(s) | Coupe(s) nationale(s) | Coupe(s) nationale(s) | Supercoupe | Supercoupe | Supercoupe | Compétition(s) continentale(s) | Compétition(s) continentale(s) | Compétition(s) continentale(s) | Compétition(s) continentale(s) | Espagne | Espagne | Espagne | Total | Total | Total |
| Saison                | Club                  | Division              | M.          | B.          | P.d.        | M.                    | B.                    | P.d.                  | M.         | B.         | P.d.       | Comp.                          | M.                             | B.                             | P.d.                           | M.      | B.      | P.d.    | M.    | B.    | P.d.  |
| 2008-2009             | Athletic Bilbao B     | Segunda B             | 13          | 1           | -           | -                     | -                     | -                     | -          | -          | -          | -                              | -                              | -                              | -                              | -       | -       | -       | 13    | 1     | 0     |
| 2009-2010             | Athletic Bilbao B     | Segunda B             | 6           | 2           | -           | -                     | -                     | -                     | -          | -          | -          | -                              | -                              | -                              | -                              | -       | -       | -       | 6     | 2     | 0     |
| Sous-total            | Sous-total            | Sous-total            | 19          | 3           | -           | -                     | -                     | -                     | -          | -          | -          | -                              | -                              | -                              | -                              | 0       | 0       | 0       | 19    | 3     | 0     |
| 2009-2010             | Athletic Bilbao       | Liga                  | 26          | 4           | 3           | -                     | -                     | -                     | -          | -          | -          | C3                             | 9                              | 2                              | 1                              | -       | -       | -       | 35    | 6     | 4     |
| 2010-2011             | Athletic Bilbao       | Liga                  | 35          | 5           | 2           | 3                     | 0                     | 0                     | -          | -          | -          | -                              | -                              | -                              | -                              | -       | -       | -       | 38    | 5     | 2     |
| 2011-2012             | Athletic Bilbao       | Liga                  | 33          | 2           | 2           | 9                     | 2                     | 1                     | -          | -          | -          | C3                             | 16                             | 5                              | 3                              | 1       | 0       | 0       | 59    | 9     | 6     |
| 2012-2013             | Athletic Bilbao       | Liga                  | 33          | 1           | 1           | 2                     | 0                     | 0                     | -          | -          | -          | C3                             | 8                              | 1                              | 1                              | -       | -       | -       | 43    | 2     | 2     |
| 2013-2014             | Athletic Bilbao       | Liga                  | 35          | 7           | 3           | 4                     | 2                     | 0                     | -          | -          | -          | -                              | -                              | -                              | -                              | -       | -       | -       | 39    | 9     | 3     |
| 2014-2015             | Athletic Bilbao       | Liga                  | 25          | 1           | 1           | 7                     | 0                     | 0                     | -          | -          | -          | C1+C3                          | 7+2                            | 1+0                            | 1+1                            | -       | -       | -       | 41    | 2     | 3     |
| 2015-2016             | Athletic Bilbao       | Liga                  | 20          | 2           | 0           | 3                     | 0                     | 0                     | -          | -          | -          | C3                             | 5                              | 0                              | 1                              | -       | -       | -       | 28    | 2     | 1     |
| 2016-2017             | Athletic Bilbao       | Liga                  | 35          | 7           | 2           | 3                     | 0                     | 0                     | -          | -          | -          | C3                             | 8                              | 0                              | 1                              | -       | -       | -       | 46    | 7     | 3     |
| 2017-2018             | Athletic Bilbao       | Liga                  | 14          | 4           | 2           | -                     | -                     | -                     | -          | -          | -          | C3                             | 6                              | 1                              | 1                              | -       | -       | -       | 20    | 5     | 3     |
| 2018-2019             | Athletic Bilbao       | Liga                  | 34          | 7           | 4           | 3                     | 0                     | 0                     | -          | -          | -          | -                              | -                              | -                              | -                              | 1       | 0       | 0       | 38    | 7     | 4     |
| 2019-2020             | Athletic Bilbao       | Liga                  | 31          | 5           | 2           | 7                     | 1                     | 0                     | -          | -          | -          | -                              | -                              | -                              | -                              | -       | -       | -       | 38    | 6     | 2     |
| 2020-2021             | Athletic Bilbao       | Liga                  | 28          | 5           | 4           | 5                     | 0                     | 0                     | 2          | 0          | 0          | -                              | -                              | -                              | -                              | -       | -       | -       | 35    | 5     | 4     |
| 2021-2022             | Athletic Bilbao       | Liga                  | 35          | 4           | 10          | 4                     | 2                     | 0                     | 2          | 0          | 0          | -                              | -                              | -                              | -                              | -       | -       | -       | 41    | 6     | 10    |
| 2022-2023             | Athletic Bilbao       | Liga                  | 29          | 0           | 2           | 6                     | 2                     | 0                     | -          | -          | -          | -                              | -                              | -                              | -                              | -       | -       | -       | 35    | 2     | 2     |
| 2023-2024             | Athletic Bilbao       | Liga                  | 20          | 2           | 0           | 5                     | 1                     | 0                     | -          | -          | -          | -                              | -                              | -                              | -                              | -       | -       | -       | 25    | 3     | 0     |
| Sous-total            | Sous-total            | Sous-total            | 434         | 56          | 38          | 61                    | 10                    | 1                     | 4          | 0          | 0          | -                              | 61                             | 10                             | 10                             | 2       | 0       | 0       | 562   | 76    | 49    |
| 2024                  | CA San Lorenzo        | Primera División      | 14          | 3           | 1           | -                     | -                     | -                     | -          | -          | -          | -                              | -                              | -                              | -                              | -       | -       | -       | 14    | 3     | 1     |
| 2025                  | CA San Lorenzo        | Primera División      | 11          | 1           | 0           | -                     | -                     | -                     | -          | -          | -          | -                              | -                              | -                              | -                              | -       | -       | -       | 11    | 1     | 0     |
| Sous-total            | Sous-total            | Sous-total            | 25          | 4           | 1           | 0                     | 0                     | 0                     | 0          | 0          | 0          | -                              | 0                              | 0                              | 0                              | 0       | 0       | 0       | 25    | 4     | 1     |
| Total sur la carrière | Total sur la carrière | Total sur la carrière | 478         | 63          | 39          | 61                    | 10                    | 1                     | 4          | 0          | 0          | -                              | 61                             | 10                             | 10                             | 2       | 0       | 0       | 606   | 83    | 50    |

## Palmarès

### En club
- Athletic Bilbao
  - Ligue Europa
    - Finaliste : 2012

  - Coupe d'Espagne
    - Vainqueur : 2024
    - Finaliste : 2012, 2015, 2020 et 2021

  - Supercoupe d'Espagne
    - Vainqueur :  2015, 2021
    - Finaliste : 2022

### En sélection
- Espagne espoirs
  - Championnat d'Europe espoirs
    - Vainqueur : 2011 et 2013

- Espagne -19 ans
  - Championnat d'Europe des moins de 19 ans
    - Finaliste : 2010

- Espagne -17 ans
  - Coupe du monde des moins de 17 ans
    - Troisième : 2009

### Distinction personnelle
- Prix LFP de la révélation de la saison 2010-2011 du championnat d'Espagne